# US des Forces Armées et Sécurité de Bamako
L'USFAS Bamako (o Union Sportive des Forces Armées et Sécurité de Bamako) és un club de futbol malià de la ciutat de Bamako. És l'equip de l'exèrcit de Mali.

## Palmarès
- Copa maliana de futbol:[1]
  - 1995